# László Ablonczy
László Ablonczy (n. 14 octombrie 1945, Bodroghalász-) este un scriitor, jurnalist, critic literar maghiar.